# Chreomisis
Chreomisis är ett släkte av skalbaggar. Chreomisis ingår i familjen långhorningar.
Kladogram enligt Catalogue of Life:
| Chreomisis | \| \| Chreomisis flava \| \| \| \| \| \| Chreomisis rufula \| \| \| \| |
|            | \| \| Chreomisis flava \| \| \| \| \| \| Chreomisis rufula \| \| \| \| |
|            | Chreomisis flava                                                       |
|            |                                                                        |
|            | Chreomisis rufula                                                      |
|            |                                                                        |